# François Visine

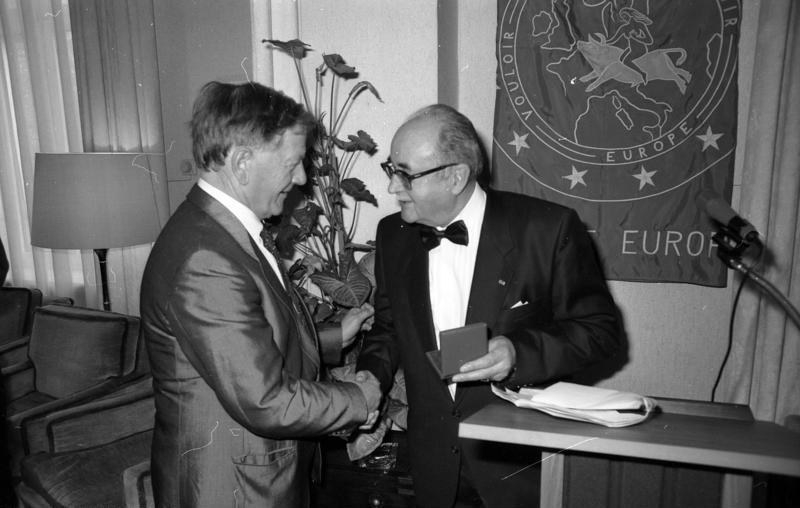
Francois Visine (rechts) überreicht die Auszeichnung Mérite Européen an Heinz Schwarz (1989)

François Visine (* 24. September 1922 in Haraucourt, Frankreich; † 14. Februar 1995 in Paris) war ein ranghoher französischer NATO-Beamter und Stifter des Mérite Européen.

## Leben

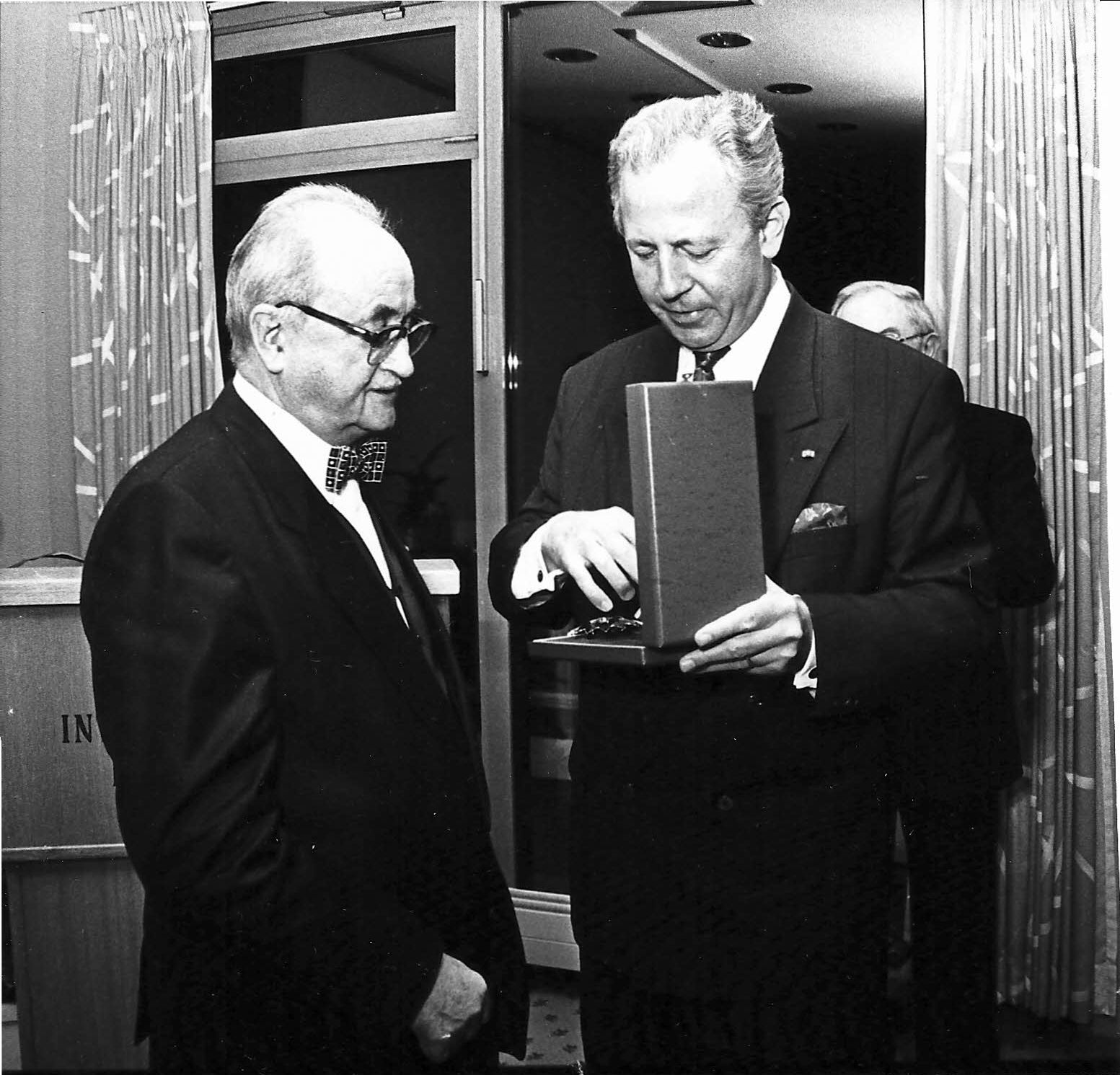
François Visine (links) und Jacques Santer (rechts)

François Visine erlebte seine Jugend in Haraucourt, nahe Nancy im Elsass. Noch im Zweiten Weltkrieg besuchte er das Lycée Henri Poincaré in Nancy. Nach dem Krieg studierte er Rechtswissenschaften und Volkswirtschaft ebenfalls in Nancy. Neben seinen beiden Doktoraten erhielt er auch den „Prix Lucien Brocard“. Schon in seiner Studienzeit ist sein großes Vorbild Robert Schuman und vertrat er früh den Gedanken an ein vereintes Europa.
Beruflich beginnt er im Jahr 1951 als Hauptverwalter in der Abteilung „Wirtschaft und Finanzen“ des internationalen Sekretariats der NATO und nimmt noch zusätzlich Lehraufträge in Paris an. Im Jahr 1959 wird er Rechtsberater der NAMSA (North Atlantic Maintenance and Supply Agency). Im Jahr 1960 beginnt er an einer Enzyklopädie Europas mit der Bezeichnung „L'ABC de l'Europe“ (das A und O Europas). Diese Enzyklopädie bringt er 1966 in einen von ihm gegründeten Verein mit dem Namen „Club de l'ABC de Europe“ mit Sitz in Paris ein. Das Ziel des Vereins war „die Wahrnehmung der europäischen Wirklichkeit durch alle geeigneten Mittel zu erleichtern und insbesondere die Verfassung und Verbreitung aller Werke enzyklopädischer Beschaffenheit über das werdende Europa zu fördern“.
Im Jahr 1967 erschien der erste Band vom „L'ABC de l'Europe“, der sich mit dem politischen Europa beschäftigt. Schon im Folgejahr kam der zweite Band über die rechtliche Situation in Europa. Im Rahmen des Clubs schuf Visine den „Mérite Européen“, eine Auszeichnung für Personen, die sich um das vereinte Europa verdient machten. Sie wurde 1969 in Paris erstmals verliehen. In den Folgejahren erschien noch das ABC über die Wirtschaft, die Technik und das Militär.
Mit der NAMSA übersiedelt Visine auch nach Luxemburg. 1987 schied er aus dem Dienst der NATO aus.
Im Jahr 1969 wurde als Nachfolger des Clubs die Stiftung Mérite Européen gegründet. Sie ist eine Vereinigung ohne Gewinnabsicht nach luxemburgischem Recht. Unter ihren Stiftern befanden sich namhafte Journalisten sowie leistungsfähige höhere Beamte und überzeugte Europa-Verfechter.
Freunde Visines waren Abbé Pierre, Jacques Rueff und Antoine Pinay.

## Auszeichnungen
- Prix Lucien Brocard
- Mitglied des europäischen Ehrensenats
- Offizier des Luxemburgischen Ordens der Eichenkrone
- Komtur des Luxemburgischen Verdienstordens

## Verdienstmedaille Mérite Européen
Siehe: Mérite Européen.